# انتان لاوی
اَنتان زندر لاوی (انگلیسی: Anton Szandor LaVey) با نام شناسنامه‌ای هوارد استنتون لوی (انگلیسی: Howard Stanton Levey؛ ۱۱ آوریل ۱۹۳۰ – ۲۹ اکتبر ۱۹۹۷) نویسنده، رهبر دینی، موسیقی‌دان آمریکایی و بنیان‌گذار شیطان‌گرایی لاویایی بود.
بسیاری از جزئیات سال‌های اول زندگی لاوی، مورد مناقشه یا ناشناخته است. سال‌های کودکی و نوجوانی او در سان فرانسیسکو سپری شد. انتان در نوجوانی ترک تحصیل کرد تا وارد سیرک شود و بعد از آن برای مدتی در دایرهٔ جنائی پلیس مشغول به کار بود. او در ۲۱ سالگی ازدواج کرد؛ اما ازدواجی که کمتر از یک دهه دوام داشت و پس از آن به طلاق انجامید. رابطه بعدی‌اش با داین هگارتی نیز طی سالیان طولانی نتوانست موفقیت‌آمیز باشد و اما سومین و آخرین همراه زندگی‌اش بلانچ بارتون بود که تا آخرین شب زندگی انتان، در کنار او ماند. انتان لاوی – که از سال‌ها قبل به تب روماتیسمی مبتلا بود – پس از ۳۱ سال مدیریت کلیسای شیطان و در ۶۷ سالگی، بر اثر بیماری ادم ریه درگذشت. مرگ او در یک بیمارستان با مدیریت کاتولیک‌ها رخ داد و ابهامات و شایعاتی را نیز با خود به‌همراه داشت.
لاوی پایه‌گذار دین شیطان‌گرایی لاویایی بود که اساس آن را ماده‌باوری، فردگرایی، عینیت‌گرایی، داروینیسم اجتماعی، خودپرستی عقلایی، عشق به زندگی و لذت‌گرایی متعادل (بر مبنای اپیکوریسم)، با رویکرد به نسبی‌گرایی اخلاقی تشکیل می‌دهد. او همچنین بنیان‌گذار کلیسای شیطان و نویسندهٔ کتاب‌هایی همچون: انجیل شیطانی، جادوگر شیطانی و آیین شیطانی بود. شخصیت و دیدگاه‌هایش موضوع مقاله‌های متعددی در نشریات مختلف، از جمله، نیوزویک، تایم، لوک و مک‌کالز بود. دو زندگی‌نامه دربارهٔ لاوی نوشته شده است: انتقام‌جوی شیطان نوشته بارتون ایچ ولف که در ۱۹۷۴ انتشار یافت و زندگی خصوصی یک شیطان‌گرا به قلم بلانچ بارتون که جلد اول آن در ۱۹۹۰ و جلد دوم آن در ۲۰۱۴ منتشر شد.
گرث جی مدوی روان‌شناس، تاریخ‌نگار و علمِ غیب‌دان انگلیسی، انتان لاوی را «یک نمایشگر مادرزاد» توصیف کرده و جین لا فونتین انسان‌شناس و پژوهشگر انگلیسی، از او با عنوان «چهره‌ای رنگارنگ با جذابیت‌های قابل توجه» نام برده است. همچنین محققان شیطان‌پرستی دانشگاه پرفکسنلد و جسپر آ. پیترسن، لاوی را به‌عنوان نمادین‌ترین چهرهٔ شیطانی جامعه توصیف کردند. لاوی به‌دلیل بنیان‌گذاری کلیسای شیطان و شیطان‌گرایی لاویایی، لقب‌هایی همچون: «پدر شیطان‌گرایی»، «سنت پل شیطان‌گرایی»، «پاپ سیاه» و «شیطانی‌ترین مرد جهان» نیز داشت.

## زمانه
در دههٔ ۱۹۵۰ تا ۱۹۸۰ میلادی، فرقه‌های متعدد و بعضاً خطرناکی در آمریکا فعالیت می‌کردند. الیزابت یوکو در این خصوص می‌نویسد که معبدی به نام معبد مردم که بین سال‌های ۱۹۵۵ تا ۱۹۷۸ فعالیت می‌کرد، بیش از ۹۰۰ نفر را به خودکشی ترغیب کرد و آن‌ها را به کام مرگ فرو برد. دیوید کورش نیز رهبر فرقه داودیه بود که از ۱۹۵۵ تا ۱۹۹۳ فعالیت داشت. کورش ادعا داشت مسیح است. او تمام زنان جامعه را همسران معنوی خود نامید و باور داشت که آخرالزمان نزدیک است. سالیوانیان نیز فرقه‌ای بود که از ۱۹۵۷ تا ۱۹۹۱ فعال بود و روان‌درمانی را به شیوه‌ای غیرطبیعی انجام می‌داد. پیروان این فرقه باور داشتند که باید رابطهٔ خود را با اعضای خانواده و خویشاوندان‌شان به حداقل ممکن برسانند.
اواسط دههٔ ۱۹۶۰ میلادی و درحالی‌که بیش از دو دهه از پایان جنگ جهانی دوم سپری می‌شد، جریانی موسوم به ضد فرهنگ در کشور انگلستان آغاز شد و سپس به آمریکا نیز سرایت کرد. گروهی از جوانان خواهان آزادی بیشتری بودند؛ برخی روش هیپی‌گری را برگزیدند و برخی دیگر به شکل زیر زمینی فعالیت می‌کردند. گروه‌های زیر زمینی شامل جوانانی مخالف جنگ و طرفدار موسیقی راک اند رول بودند که غالباً به مصرف تفننی مواد مخدر تمایل داشتند. در همان دوران بحث آزادی همجنس‌گرایان و دفاع از حقوق زنان نیز مطرح شده بود. سان فرانسیسکو در آن زمان مهد ضدفرهنگ در آمریکا بود.

## سال‌های اولیهٔ زندگی

### پیشینهٔ خانوادگی
پدرش فروشنده مشروبات الکلی بود و مایکل جوزف لوی نام داشت. او یک دورگهٔ فرانسوی-آمریکایی و زادهٔ ایالات متحده آمریکا بود و لئون لوی پدربزرگ انتان، اصالتاً اهل پاریس بود. او در ۱۸۸۶ به آمریکا مهاجرت کرد و در شهر اوماها واقع در ایالت نبراسکا اقامت نمود. دو سال بعد با یک دختر آمریکایی به نام اِما گلداسمیث ازدواج کرد و در آنجا ماندگار شد. مادر انتان لاوی، گرترود آگوستا کولترن نیز یک دورگهٔ روسی-اوکراینی متولد آمریکا بود که پدر و مادرش در سال ۱۸۹۳ به ایالت اوهایو مهاجرت کردند و سپس در سال ۱۹۰۰ تابعیت آمریکایی گرفتند.

### نام
به گفتهٔ بلانچ بارتون آخرین شریک زندگی لاوی، کارت تأمین اجتماعی لاوی به نام «هوارد انتان لاوی» صادر شده بود اما لاوی نام خود را روی یک کتاب، با دست‌خط کودکانه‌اش «انتان زندر لاوی» نوشته بود. بارتون می‌گوید که نام خانوادگی اجداد انتان لاوی، بوهم بود و زمانی که پدربزرگ انتان، از لوی فرانسه به جزیره الیس واقع در خلیج بالای نیویورک مهاجرت کرد، نام خانوادگی او به «لوی» تغییر کرد. پدر انتان، نام خانوادگی‌شان را لوی و عمویش آن را لاوی تلفظ می‌کرد. به گفتهٔ بارتون، احتمال می‌رود لاوی با نام شناسنامه‌ای «هوارد استنتون لوی» متولد شده باشد.

### کودکی و نوجوانی
لاوی در ۱۱ آوریل ۱۹۳۰ میلادی در شهرستان کوک در حومهٔ شهر شیکاگو، ایالت ایلینوی متولد شد. سپس خانوادهٔ او به سان فرانسیسکو نقل مکان کردند و دوران کودکی انتان لاوی در همان‌جا سپری شد. کالیفرنیا فضای مهیج و جذابی داشت و جلوه‌ای از رؤیای آمریکایی بود که برای انتان، محیط مناسبی به‌شمار می‌رفت. بعضی از اقوام او مسیحی و بعضی دیگرشان یهودی بودند. عمه‌اش یک دانشمند مسیحی و دایی‌اش یک آتئیست بود. با وجود تفاوت‌های عقیدتی که در بستگان و اقوامش دیده می‌شد، خود لاوی می‌گوید که هرگز به سمت یک دین قالب‌بندی شده سوق پیدا نکرد. مادربزرگ مادری‌اش اهل اروپای شرقی بود و در دوران کودکی انتان، برایش قصه‌های خیالی و خرافی تعریف می‌کرد. این قصه‌ها سبب شدند که انتان از خردسالی، دربارهٔ «دنیای تاریک» کنجکاو شود و کم‌کم به خواندن داستان‌هایی مانند فرانکنشتاین و دراکولا ترغیب شود.
لاوی با یک ناهنجاری نادر متولد شد که احتمال رخ دادنش یک در صدهزار است. او هنگام تولد، چند مهرهٔ اضافی در پایین ستون فقراتش داشت که شبیه یک دم به نظر می‌رسید و این وضعیت سبب می‌شد که او به سختی بتواند روی صندلی بنشیند. در ۱۳ یا ۱۴ سالگی‌اش، زمانی که آمریکا درگیر جنگ و دچار کمبود امکانات بود، لاوی برای عمل جراحی به بیمارستان رفت. عمل با بی‌حسی موضعی — که به گفتهٔ خودش چندان هم مؤثر نبود — و روی یک برانکار در راهروی بیمارستان انجام شد و در شرایطی بسیار دردناک، مهره‌های اضافی از پشت کمر لاوی برداشته شدند.
مت استفن می‌گوید که بسیاری از جزئیات سال‌های اول زندگی لاوی، مورد مناقشه یا ناشناخته است. لاوی در دبیرستان تامالپایز درس می‌خواند. در همان دوران با دختری آشنا شد و در پی این آشنایی، با او قرار ملاقات گذاشت؛ اما پسر جوانی که با آن دختر ارتباط داشت، به طریقی متوجه قرار ملاقات آن‌ها شد و سر قرار رفت. درگیری سختی بین آن دو درگرفت و آن جوان با چاقو، صورت لاوی را زخمی کرد. شدت ضربه طوری بود که جای آن زخم تا سال‌های سال، بر گونه راست لاوی باقی ماند.
بنا بر ادعای خود لاوی او در ۱۶ سالگی، دبیرستان را رها کرد و به سیرک کلاید بیتی پیوست و در ۱۷ سالگی، مسئولیت ادارهٔ ۴ ببر بنگال و ۸ شیر را برعهده گرفت. لاوی در این خصوص گفته است: «وقتی با یک شیر در قفسی تنها بودم و نفس گرمش به صورتم برخورد می‌کرد فهمیدم که تنها یک دفاع دارم و آن قدرت اراده است.»

در همان دوران لاوی وارد یکی از کارناوال‌ها شد، او به کارناوال‌ها و نمایش‌های شعبده‌بازی، با نگاهی بدبینانه می‌نگریست و بر این باور بود که مردم حاضرند پول بپردازند که کسی فریب‌شان بدهد و گیج‌شان کند بلکه شاید از زندگی تکراری و یکنواخت‌شان بگریزند. او می‌گفت: 
شنبه‌شب‌ها شاهد مردانی بودم که با دختران رقصنده و نیمه‌برهنهٔ کارناوال، شهوت‌رانی می‌کردند و سپس همان مردان را می‌دیدم که صبح یکشنبه در کلیسا حاضر می‌شدند و از خدا طلب بخشش می‌کردند و می‌خواستند که وجودشان را تطهیر کند؛ اما همان مردان دوباره، شنبهٔ هفتهٔ آینده به شهوت‌رانی مشغول می‌شدند.
این مشاهدات سبب می‌شد که لاوی دید متفاوتی به دین رایجِ آن زمان پیدا کند. لاوی در باور خودش می‌اندیشید که کلیسا چیزی جز ریاکاری نیست و طبیعت و فطرت انسان، هیچ جایگاهی در آن ندارد.

### آغاز جوانی
انتان لاوی پیش از آنکه در تحقیق پیرامون مسائل اسرارآمیز و جادویی غرق شود، مدتی به عنوان عکاس، در دایرهٔ جنائی پلیس سان فرانسیسکو استخدام شد. دوستانش در ادارهٔ پلیس، به او پیشنهاد دادند که در مورد «تماس‌های تلفنی نیمه‌شب افراد ناشناس» تحقیق کند. او در طی تجربیات کاری‌اش متوجه شد که اکثر مردم برای هر پدیده‌ای به دنبال دلایل فراطبیعی می‌گردند و در متن هر رویدادی، صرفاً توجیهات معنوی و ماورائی را قابل قبول می‌دانند. لاوی در گفتگو با آن‌ها از استدلال‌های طبیعی و مادی استفاده می‌کرد اما وقتی درمی‌یافت که این شیوه باب میل آن‌ها نیست؛ ناگزیر می‌شد که دلایل عجیب و غریب‌تری (مطابق با رویکرد آن‌ها) بیاورد. این تجربه‌ها به او فهماند که چه نوع دینی غالباً در زندگی مردم کاربرد دارد.
همچنین مسیمو اینتروین می‌نویسد که لاوی برای اجتناب از خدمت سربازی در دوران جنگ کره، در کالج جرم‌شناسی ثبت نام کرد و آن را نیمه رها نمود. در عین اینکه او به عکاسی نیز علاقه‌مند شده بود.
لاوی ضمن سایر فعالیت‌هایش، به تمرین نوازندگی نیز می‌پرداخت و آرام‌آرام به شکل حرفه‌ای وارد عرصه موسیقی شد و توانست به عنوان یک آهنگساز و ارگ‌نواز، در این عرصه پیشرفت کند. وی در نواختن کالیوپ، ابوا و ویولن نیز مهارت داشت؛ اما بیشتر به کیبوردها علاقه‌مند بود؛ زیرا با آن‌ها می‌توانست گسترهٔ وسیعی از آهنگ‌ها را اجرا کند. لاوی قادر بود هر آهنگی را که می‌شنود بنوازد، بی‌آنکه نت موسیقی در مقابلش قرار داشته باشد. او مدت‌ها در کارناوال و سپس در مشروب‌فروشی‌ها و کلوپ‌های شبانه به نوازندگی می‌پرداخت و از این طریق کسب درآمد می‌کرد. دقیقاً در همین دوران بود که علاقه‌مندی او به مقولهٔ غیب‌باوری افزایش یافت و به عنوان چهره‌ای تاریک و مرموز — که سنت‌های اخلاقی مسیحیت را رد می‌کرد — در سان فرانسیسکو به شهرت رسید.

## خانه و خانواده

### ازدواج
در سال ۱۹۵۰ با یک دختر بلوند ۱۴ ساله به نام کارول لنسینگ آشنا شد و یک سال بعد با او ازدواج کرد. کارول تنها زنی بود که لاوی با او به شکل قانونی ازدواج کرد. در ۱۹۵۲ اولین دختر او کارلا ماریتزا لاوی متولد شد. در سال ۱۹۵۹ انتان با داین هگارتی آشنا و سخت شیفتهٔ او شد. یک سال بعد در ۱۹۶۰، انتان از کارول جدا شد. بنابر گفتهٔ کارلا لاوی، مادرش در ۱۹۷۵ یعنی ۱۵ سال پس از جدایی از پدرش درگذشت.
انتان پس از جدایی از کارول، به رابطه‌اش با داین ادامه داد. اگرچه آن دو هرگز ازدواج نکردند، ولی رابطهٔ آن‌ها پس از ۳ یا ۴ سال، به تولد دختر دوم وی، زینا گالاتیا لاوی منجر شد. پیتر اچ. گیلمور، از اعضای قدیمی شورای نهم و کاهن اعظم فعلی کلیسای شیطان، تاریخ تولد زینا را ۱۹۶۴ میلادی ذکر کرده، اما جسیکا ام. توماس، سال تولد زینا را ۱۹۶۳ اعلام کرده است. رابطهٔ هگارتی و لاوی سال‌های طولانی ادامه یافت و سرانجام در ۱۹۸۵ از یکدیگر جدا شدند. داین برای دریافت نفقه‌ای که طبق قانون آمریکا بابت سال‌ها هم‌خوابگی با لاوی به او تعلق می‌گرفت، به دادگاه شکایت کرد؛ اما پس از توافقات مالی که در بیرون از دادگاه انجام دادند، این پرونده حل و فصل شد. ضمناً طبق درخواست داین هگارتی، یک حکم قرار منع نیز علیه لاوی صادر شد که به موجب آن او اجازه نداشت تا آخر عمرش به هگارتی نزدیک شود.
سومین و آخرین همراه لاوی، بلانچ بارتون بود که در سال ۱۹۸۴ وارد زندگی لاوی شد و نتیجهٔ این همراهی نیز تنها پسر لاوی، سیطن زرکسیس کارنکی لاوی بود که در نخستین روز نوامبر ۱۹۹۳ متولد شد. سیطن زرکسیس همواره به دور از جنجال رسانه‌ها زندگی می‌کند.

### خانهٔ سیاه
خانهٔ انتان لاوی در خیابان کالیفرنیا واقع در منطقهٔ ریچموند و تقریباً در نزدیکی پارک گلدن گیت شهر سان فرانسیسکو، به خانهٔ سیاه شهرت داشت. او این خانه را در سال ۱۹۵۶ خرید و دیوارهای آن را به رنگ سیاه درآورد. بعدها و در جریان جدایی هگارتی از لاوی و به دلیل نفقه‌ای که لاوی باید به او پرداخت می‌کرد، مجبور شد خانهٔ سیاه را به یکی از دوستان قدیمی‌اش بفروشد و مبلغ را تأمین کند. اما طی یک توافق، قرار شد لاوی تا روزی که زنده است در آنجا بماند. پس از مرگ لاوی، پسران مالک جدید خانهٔ سیاه به آنجا آمدند و خانوادهٔ لاوی را مجبور کردند که از خانه بروند. چند سال بعد در ۱۶ اکتبر سال ۲۰۰۱، خانهٔ سیاه را تخریب کردند و اثری از آن باقی نماند و سپس یک ساختمان مسکونی به جای آن احداث شد. پیتر گیلمور مقاله‌ای دربارهٔ خانه سیاه نوشته و به توصیف آن پرداخته است. او در قسمتی از این مقاله نوشته است: «برای ما که ساعت‌های زیادی را در آنجا سپری کرده و از آغوش تاریکش لذت برده بودیم، جذابیت پر رمز و راز آن هرگز فراموش‌شدنی نیست.» گیلمور و همسرش پگی نادرامیا، مجدداً خانهٔ سیاه را در نیویورک برپا کردند که البته مالکیتش متعلق به خود این دو نفر است.

## ابداع شیطان‌گرایی

### بنیان‌گذاری کلیسای شیطان
لاوی که از سال ۱۹۵۲ به شدت غرق در مسائل جادویی و تحقیق پیرامون علوم غیبی بود، به عنوان یک هیپنوتیزور حرفه‌ای نیز فعالیت می‌کرد. او سخنرانی‌های جمعه شب خود را در حلقهٔ جادویی آغاز کرد. لاوی می‌خواست بر اساس تحقیقات و تجربیات شخصی‌اش، فلسفهٔ جدیدی را به آن‌ها معرفی کند. یکی از اعضای حلقه به نام ادوارد ام وبر به لاوی پیشنهاد داد که در راستای اندیشه‌هایش یک کلیسا تأسیس کند. پیشنهاد ام وبر، اولین جرقه برای تأسیس کلیسای شیطان بود، لاوی پیشنهاد او را پذیرفت و تصمیم به تأسیس کلیسای شیطان گرفت.
لاوی افرادی را که با فلسفهٔ فکری او همسو بودند به خانهٔ سیاه دعوت کرده و به آموزش جادوی سیاه پرداخت. او مدعی شد که می‌تواند با فرمول‌های خاصی نیروهای تاریکی را مهار کند. او به عنوان یک جادوگر، به چهره‌ای شاخص در سان فرانسیسکو تبدیل شده بود. لاوی افراد مختلفی را به مهمانی‌های خود دعوت می‌کرد. این مهمانان شامل افرادی نظیر کارین دی پلسن، سیسیل نیکسون و کنت انگر بودند. در بین این افراد، یک جراح پلاستیک، تولیدکنندهٔ دیلدو، نوهٔ رئیس‌جمهور ایالات متحده، صاحب یکی از بزرگ‌ترین کلکسیون‌های صنایع دستی جهان، چندین نویسنده، وکیل و مأمور قانون نیز دیده می‌شدند. لاوی و دوستانش حلقه‌ای جادویی تشکیل دادند که نامش طریقت ذوزنقه بود. اعضای این حلقه بعداً بدنهٔ حاکم بر کلیسای شیطان را تشکیل دادند.
در شب والپورگس در ۳۰ آوریل ۱۹۶۶، لاوی در حالی‌که سر خود را (به عنوان رسم آیین جدید) تراشیده بود، بنیان‌گذاری کلیسای شیطان را اعلام کرد. وب‌سایت کلیسای شیطان دربارهٔ علت سر تراشیدن لاوی می‌نویسد که او این کار را از جلادان قرون وسطی، جادوگران سیاه و ایزدیان الهام گرفت که بتواند نیروهای شیطانی پیرامونش را تقویت کند. وب‌سایت موسوم به کلیسای آتئیست‌ها که عموماً به نقد شیطان‌گرایی و برخی دیگر از جنبش‌های نوپدید دینی پرداخته است، به نقل از داین هگارتی می‌نویسد که لاوی به علت باخت در یک شرط‌بندی سرش را تراشیده و این کارش هیچ ربطی به تأسیس کلیسای شیطان نداشته است. او خود را کاهن اعظم نامید و رسماً از تأسیس اولین کلیسای شیطان در آمریکا خبر داد. بنابر گفتهٔ لاوی، او هنگامی تصمیم به تأسیس کلیسای شیطان گرفت که متوجه شد مردم نیاز به کلیسایی دارند که نیازها و تمایلات نفسانی انسان را اصل قرار دهد. او هرگونه تلاش برای سرکوب امیال نفسانی را زاییدهٔ سنت‌های یهودیت و مسیحیت می‌دانست.
مراسم تأسیس کلیسای شیطان به صورت خصوصی برگزار شد، اما طولی نکشید که لاوی پس‌لرزه‌های اجتماعی حاصل از آن را حس کرد. وب‌سایت کلیسای شیطان اظهار داشت که تأسیس کلیسا سبب تحولاتی همچون ادغام جادو و منطق و شکل گرفتن دینی بر پایه امیال نفسانی گردید. جی. گوردن ملتن تأسیس کلیسای شیطان را شکل‌گیری یک گروه ضد فرهنگی دانست. لاوی به تأسیس کلیسا اکتفا نکرد و در پی آن، سال ۱۹۶۶ را نیز به عنوان سال اول آنو سِیتانِس یعنی سال اول عهد شیطان اعلام کرد و از آن پس، گاه‌شماری شیطان‌گرایان بر پایهٔ تأسیس کلیسای شیطان شکل گرفت که البته در گاه‌شماری آنان، سال‌ها به شیوهٔ رومی نوشته می‌شوند. هنگامی که لاوی سازمان خود را کلیسای شیطان نامید، برخی این عبارت را کفر آمیز خواندند. لاوی علت استفاده از واژهٔ کلیسا را چنین توضیح داد: «این واژه از زبان یونانی می‌آید و به هر گروهی گفته می‌شود که برای اهداف خاصی از دسته‌بندی معمول جامعه خارج شوند.» شهرت کلیسای شیطان هیچ‌گاه به شهرت لاوی نرسید و جذابیت کلیسای شیطان ناشی از جذابیت شخصیت لاوی بود. کلیسایی که به گفتهٔ مت استفن شمار اعضای آن هرگز از حدود ۲۰۰۰ نفر فراتر نرفت و با تشکیل یک سازمان انشعابی جدید تحت عنوان معبد ست در ۱۹۷۵، حتی کاهش نیز یافت. وب‌سایت مدارای دینی نیز احتمال می‌دهد تعداد شیطان‌گرایانی که در ایالات متحده زندگی می‌کنند کمتر از ده‌هزار نفر باشند. این در حالیست که کلیسای شیطان هرگز آمار اعضا را منتشر نمی‌کند.
لاوی با ابداع و رهبری یک دین جدید و پایه‌گذاری کلیسای شیطان، تأثیر گسترده‌ای بر رسانه‌ها گذاشت و در کانون توجه آن‌ها قرار گرفت. شخصیت و دیدگاه‌هایش، موضوع مقاله‌های مختلف در نشریات معروفی همچون نیوزویک، تایم، لوک و مک‌کالز بود. همچنین در برخی تاک شوها مانند جو پین، فیل دوناهو و جانی کارسون از او دعوت به عمل آمد. با تمام این اوصاف، لاوی ادعای بزرگ بودن نداشت و لاف بزرگ منشی نمی‌زد. اگرچه در بین طرفدارانش، افرادی هم دیده می‌شدند که تمایل داشتند از لاوی بت بسازند و وقتی پی می‌بردند که او نیز یک انسان جایزالخطاست، آن‌گاه دیدشان به کلی دگرگون می‌شد و از او نفرت عمیقی پیدا می‌کردند.
از طرفی میلیون‌ها مسیحی، لاوی را دشمن مسیح می‌دانستند و از او بیزار بودند. لاوی مکرراً از سوی آن‌ها تهدید به مرگ می‌شد، تا جایی که او در ۱۹۷۰ تصمیم گرفت برای مدتی مخفیانه فعالیت کند.

### برگزاری آیین‌های شیطانی
یکی از آیین‌هایی که توجه رسانه‌ها را به خود جلب کرد، برگزاری اولین مراسم غسل شیطانی بود که لاوی در ۲۳ مه ۱۹۶۷ میلادی، دختر سه ساله‌اش زینا را به آیین شیطانی غسل تعمید داد. بلانچ بارتون می‌گوید لاوی می‌خواست ثابت کند برخلاف باور عموم که شیطان‌پرستان را به مکیدن خون نوزادان متهم می‌کنند، شیطان‌پرستان به کودک غسل شیطانی می‌دهند تا شهوتش را برای زندگی تشدید کنند. لاوی غسل شیطانی را کاملاً متفاوت از غسل تعمید مسیحیان می‌دانست که با هدف پاک کردن کودکان از گناهان ناکرده، آن‌ها را غسل می‌دهند. بر طبق دیدگاه لاوی، اکنون فرصت مناسبی برای برگزاری اولین مراسم غسل شیطانی در تاریخ جهان بود. لاوی مراسم را به نام شیطان آغاز کرد و پس از خوش‌آمدگویی به دخترش، گفت: «…دستان کوچک تو قدرت دارد که بهشت را پایین بکشاند و از آن بنای یادبودی بسازد تا به لذت شیرین خود برسد.»
اگرچه این مراسم برای کودک خردسال انجام گرفت، اما غسل شیطانی برای نوزادان انجام نمی‌شود. شیطان‌گرایان بر این باورند که کودکان باید در معرض افکار و عقاید گوناگون قرار بگیرند تا به اراده و دلخواه خودشان شیطان‌گرایی را انتخاب کنند و اگر که غسل شیطانی برای نوزادان انجام شود، نوعی تحمیل عقیده است اما اگر والدین یک کودک، عضو کلیسای شیطان باشند و کودک درخواست کند که او را غسل شیطانی دهند، می‌توان او را غسل داد.
اجرای این مراسم سبب خشم نهادهای مسیحی و برخی از شهروندان شد. آن‌ها اجرای این مراسم را سوءاستفاده شیطانی از کودک نامیدند.
در سال‌های نخستین پیدایش شیطان‌گرایی، لاوی که خانهٔ خود را به عنوان کلیسای شیطان در نظر گرفته بود، تمامی آیین‌ها را در همان‌جا برگزار می‌کرد. اما او بعداً از این کار منصرف شد و چون شیطان‌گرایی یک دین کاملاً فردگرایانه است، قرار بر این شد که از آن پس هر کدام از شیطان‌گرایان در خانه خودشان، اتاقی را به این کار اختصاص دهند. ساختمان فعلی کلیسای شیطان نیز، فضایی شبیه کلیسا ندارد و هیچ آیینی در آنجا برگزار نمی‌شود.

### تجدیدنظر طلبی پنج وجهی
لاوی در سال ۱۹۸۸ مقاله‌ای نوشت و در آن به تبیین دیدگاه‌های سیاسی و اجتماعی شیطان‌گرایان پرداخت. تجدیدنظر طلبی مورد نظر لاوی شامل پنج رکن است که او درباره‌اش اینگونه توضیح داده است:
طی سال‌های اخیر، ما خیلی وقت هدر دادیم که توضیح بدهیم شیطان‌گرایی به آدم‌ربایی، سوءمصرف مواد، کودک آزاری، قربانی کردن حیوانات یا کودکان یا سایر اعمالی که احمق‌ها، هیستریک‌ها و فرصت طلب‌ها دوست دارند به ما نسبت بدهند، هیچ ربطی ندارد… وقتی از ما می‌پرسند که می‌خواهیم چه کار کنیم، جواب ما چنین خواهد بود…
1. ادعای برابری برای همه، صرفاً یک افسانه است و عملاً افراد ضعیف را به هزینهٔ افراد قوی حمایت می‌کند. هیچ‌کس نباید از عواقب حماقتش مصون بماند.
2. از کلیساهای مسیحیان نیز باید همانند دیگران، مالیات سختگیرانه اخذ شود. اگر بناست که این بی‌فایدگان بی‌صلاحیت، کسب درآمد کنند پس بایستی که مالیات سنگینی از آن‌ها اخذ شود و اگر قرار باشد از کسی حمایت شود، باید از تولیدکنندهٔ خلاق و مبتکر حمایت شود.
3. برای قاتلان باید حکم قصاص اجرا شود. افراد ناباب عادت دارند که برای بقای خود، دیگران را سپر بلا قرار دهند. اما شیطان‌گرایی می‌گوید که مسئولیت پذیری باید در برابر مسئولیت پذیران باشد، پس در یک جامعه شیطان‌گرا هرکسی باید عواقب اعمال خود را بپذیرد ولو آنکه برایش تلخ و ناگوار باشد.
4. توسعه و تولید عروسک سکس که صنعت ممنوعه به‌شمار می‌رود، در واقع یک موهبت مقرون به صرفه است که به وسیلهٔ آن هرکسی می‌تواند بر معشوقه‌اش اعمال قدرت کند. این در واقع یک نوع برده داری مؤدبانه، پیشرفته و به لحاظ فناوری امکان‌پذیر است.
5. باید به هر انسانی فرصت داده شود کاملاً آن‌طور که دوست دارد، در هر محیطی که مطلوب اوست و مطابق با اصولی که خودش دوست دارد زندگی کند. بی آنکه نگران باشد کسی از انتخاب شخصی او، جریحه‌دار یا تحقیر شود.[۴۸][۴۹]

## حاشیه‌ها

### پیشوند دکتر
لاوی مدرک دکترا نداشت و خودش نیز چنین ادعایی نمی‌کرد. اما اعضای شورای نهم کلیسای شیطان، در زمینه پژوهش‌های شیطانی به او دکترای افتخاری داده بودند با فرض اینکه کتاب انجیل شیطانی نیز پایان‌نامهٔ لاوی باشد؛ بنابراین لاوی در حلقه دوستانش، معمولاً به نام دکتر لاوی خوانده می‌شد. آن‌ها باور داشتند که این لقب برازندهٔ اوست. او یک نوازنده کارکشته بود و معمولاً مردم عادت دارند چنین افرادی را استاد خطاب کنند. با این حال، خود لاوی اصراری نداشت دکتر خطاب شود و از سوی افرادی که با وی صمیمیت چندانی نداشتند، عموماً آقای لاوی خطاب می‌شد و البته بعضی از دوستان بسیار نزدیکش او را تونی صدا می‌زدند.

### نگهداری شیر در خانه
لاوی از ابتدای جوانی در زمینهٔ رام کردن حیوانات، مهارت کسب کرده بود. کارلا لاوی می‌گوید که پدرش علاقهٔ خاصی به حیوانات داشت و همین علاقه و انگیزه باعث شد که او یک شیر را به عنوان حیوان خانگی در منزل نگهداری کند. توگار شیر بربری محبوب و دست‌پروردهٔ لاوی بود که با او مأنوس شده و بر طبق گفتهٔ لاوی، خانوادهٔ او نیز با توگار رابطه صمیمانه‌ای داشتند. چندی بعد، وجود توگار سبب اعتراض همسایه‌ها شد. آن‌ها مدعی بودند که مشکلی با شیطان‌گرایی لاوی ندارند و صرفاً سر و صدا و غرش‌های گاه‌وبیگاه توگار است که آزارشان می‌دهد. عاقبت در یک‌نیمه‌شب، مأموران باغ‌وحش به خانه لاوی آمدند و توگار را با خود بردند و او را ابتدا به باغ‌وحش و پس از چندی به سافاری پارک واقع در جنوب کالیفرنیا انتقال دادند.
وب‌سایت کلیسای آتئیست‌ها به نقل از نگهبان شیرهای باغ وحش، داین هگارتی و زینا لاوی می‌نویسد که برخلاف باور عموم، انتان لاوی با حیواناتش بسیار خشن و نامهربانانه رفتار می‌کرد. او حتی توگار را با شوک الکتریکی آزار می‌داد و می‌ترساند که همین باعث شد لاوی را دستگیر کنند و سپس به او دستور دادند که توگار را به باغ وحش سان فرانسیسکو تحویل دهد.

### رابطه با جین منسفیلد
انتان لاوی با جین منسفیلد برای اولین بار در ۱۹۶۶ و در جشنواره فیلم سان فرانسیسکو ملاقات کرد و پس از آن رابطه‌ای بین آن دو برقرار شد. اگرچه به نظر می‌رسید که این رابطه صرفاً یک شیرین‌کاری تبلیغاتی باشد، اما در فیلم مستندی که در همین‌باره ساخته شد، دلایلی که ممکن است آن‌ها را به یکدیگر جذب کرده باشد، بررسی شد. در واقع علاوه بر تمایل تحقق‌نیافتنی آن‌ها برای ایجاد جذبهٔ تبلیغاتی، هردو دارای شخصیت‌هایی خودآگاه و در عین حال تابوشکن بودند و به چنین رابطه‌ای علاقه داشتند. به‌هرحال رابطهٔ بین آن دو، بسیار بحث‌برانگیز بود و توجه رسانه‌ها را به خود جلب کرده بود که آیا جین (هنرپیشه و سمبل سکس آن زمان هالیوود) با کلیسای شیطان، رابطه‌ای پنهانی داشته و به دین شیطان‌گرایی پیوسته است؟ جین در گفتگو با خبرنگاران، این موضوع را انکار کرد و گفت: «من کاتولیک هستم اما لاوی را فردی جذاب و نابغه می‌دانم.» اگرچه جین این مسئله را انکار کرد، اما بعدها تصاویری از او در کنار لاوی منتشر شدند که آن‌ها را در حال انجام یک آیین شیطانی نشان می‌داد. نهایتاً جین منسفیلد با فرد دیگری به نام سام برادی وارد رابطه شد و به رابطه با لاوی پایان داد. درحالی‌که کمتر از یک سال از اولین ملاقات منسفیلد و لاوی سپری می‌شد، منسفیلد و سام برادی در یک سانحهٔ رانندگی درگذشتند. لاوی به سام برادی گفته بود: «شیطان شما را نفرین کرده و شما ظرف یک سال کشته می‌شوید.» بنابراین پس از مرگ منسفیلد و برادی، شایعه شد که نفرین انتان لاوی سبب وقوع آن حادثه گردیده و حتی چند وب‌سایت نیز به آن اشاره کردند.

### رابطه با مریلین مونرو
پیتر اچ. گیلمور از لاوی نقل می‌کند زمانی که مریلین مونرو هنوز به شهرت نرسیده بود، رابطه‌ای کوتاه مدت با لاوی داشت.
اما مت استفن صحت این موضوع را رد کرده و باور دارد که این رابطه و حتی رابطهٔ لاوی با جین منسفیلد واقعیت نداشته و توسط زندگی‌نامه‌نویسان و کلیسای شیطان ساخته شده است.

### اتهام تهدید تد کندی
در ۱۹۸۰ میلادی، لاوی با یک پروندهٔ عجیب درگیر شد. تد کندی برادر جان اف. کندی و رابرت اف. کندی — که هر دو بر اثر سوءقصد به قتل رسیده بودند — پیام تهدیدآمیزی از یک فرد ناشناس دریافت کرد. این اولین بار نبود که تد کندی مورد تهدید واقع می‌شد و از اواخر دههٔ ۱۹۶۰ میلادی، بارها و بارها از سوی افراد ناشناس، دست‌نوشته‌های تهدیدآمیز به دست او رسیده بود. شواهدی از یک تماس تلفنی مشکوک به دست آمد که نشان می‌داد ظاهراً لاوی با یک نفر تبانی کرده بود که علیه تد کندی توطئه‌ای انجام دهد و به دنبال آن اف‌بی‌آی، لاوی را متهم این پرونده دانست. از آنجا که هر دو برادر تد کندی، ترور شده بودند، تهدید شدن تد، مسئله‌ای مهم به‌شمار می‌رفت و مأموران اف‌بی‌آی را به‌طور جدی با این پرونده درگیر نمود. آن‌ها به سراغ لاوی رفتند که او را سؤال و جواب کنند. اما نهایتاً بررسی‌ها نشان داد که لاوی نقشی در این ماجرا نداشته است. لاوی گفت که به علت رهبری کلیسای شیطان، بارها قربانی حملات فیزیکی و کلامی شده است. او تأکید کرد که از میان سیاستمداران، احترام خاصی برای خانوادهٔ کندی قائل است و از اینکه تد کندی مورد تهدید قرار گرفته است با او همدردی می‌کند. در خصوص آن تماس تلفنی نیز، لاوی توضیح داد که در تاریخ ۲۳ و ۲۷ اکتبر همان سال، دو تماس تلفنی از شیکاگو دریافت کرده و شماره روی کالر آیدی تلفن او به‌جا مانده بود. اما چون شخص تماس گیرنده را نمی‌شناخته، متقابلاً با او تماسی نگرفته بود.
همچنین لاوی در خصوص کلیسای شیطان به مأموران پلیس گفت که پیروانش اکثراً افرادی متعصب، فرقه‌گرا و عجیب و غریب هستند. از دیدگاه مأموران اف‌بی‌آی نیز علاقهٔ لاوی به کلیسای شیطان به دلیل جنبهٔ مالی آن بود.

### وحشت شیطانی
چندی پس از ماجرای تد کندی، لاوی مجدداً روی رادار اف‌بی‌آی قرار گرفت. او درگیر ماجرایی به نام «وحشت شیطانی» شد که در طی آن کلیسای شیطان و شیطان‌گرایان، به اعمالی همچون آزار جنسی کودکان، مثله کردن حیوانات، آدم‌ربایی و قتل‌های آیینی متهم شدند. اگر اثبات می‌شد این حوادث به شیطان‌گرایان ربط دارند، انتان لاوی به عنوان مؤسس کلیسای شیطان، متهم اصلی این پرونده شناخته می‌شد، اما این اتهامات هرگز اثبات نشدند. پیتر گیلمور جانشین لاوی، در این خصوص گفت: «سازمان ما همواره در مورد اعتقادات و اعمالش، مطیع قانون بوده است؛ بنابراین به‌طور کلی این داستان‌های وحشتناک هیچ پایه‌ای در واقعیت ندارند.» در آن برهه که موضوع وحشت شیطانی به شدت بحث‌برانگیز شده بود، رسانه‌ها در پوشش‌دهی این مسئله با یکدیگر رقابت می‌کردند و بسیاری از مردم می‌گفتند که شخصاً شاهد این رویدادهای وحشتناک بوده‌اند؛ اما با مرور زمان، اکثر این ادعاها رد شد و هیچ مدرک محکمی که بتواند فعالیت مخفیانه و زیرزمینی شیطان‌گرایان را اثبات کند، یافت نشد.

### تجربهٔ نزدیک به مرگ
در ۲۲ فوریه ۱۹۹۵ انتان لاوی تا یک قدمی مرگ رفت. بلانچ بارتون این اتفاق را چنین نقل کرده است: «ما مشغول صرف شام بودیم که ناگهان دیدم چشم‌های انتان بسته شدند و به پهلو افتاد. من صدایش زدم اما او جوابی نداد. به نظر می‌رسید که انگار در خواب عمیقی فرورفته باشد. دوستم فوراً با ۹۱۱ تماس گرفت.» پارامدیک‌های اورژانس، در مدت کوتاهی به خانه آن‌ها رسیدند، اما در آن هنگام انتان دچار آسیستول بود و قلبش هیچ ضربانی نداشت. پس از انجام عملیات احیا، انتان را به بیمارستان بردند، او چند روز در آی سی یو بستری بود و پیش‌بینی می‌شد که به علت عوارض ایست قلبی، دچار مشکلات مغزی شود. اما وقتی به هوش آمد، مشکل خاصی نداشت و حتی پسر خردسالش را که به ملاقاتش آمده بود، فوراً شناخت. انتان از آن رویداد، چیزی در خاطرش نماند. بلانچ بارتون می‌گوید: «انتان نه هیچ تونلی دید و نه نقطه‌های نورانی و نه هیچ فرشته‌ای! او بعدها گفت که تجربهٔ مرگ در حافظه‌اش ثبت نشد.» آن رویداد، برای انتان لاوی بدون حادثه گذشت و او بی هیچ عارضه‌ای از بیمارستان ترخیص شد، اما بلانچ بارتون دچار حس عجیبی شده بود. حسی که آن را «زندگی در مواجهه با مرگ» توصیف می‌کرد. به همین خاطر بلانچ به انتان پیشنهاد داد که یک فرزند دیگر نیز بیاورند. با اینکه انتان موافق این پیشنهاد نبود، اما قول داد که در سال ۲۰۰۰ میلادی — اگر زنده بماند — این کار را انجام دهد. انتان وقتی به خانه بازگشت، تصمیم گرفت که وصیت‌نامه‌اش را بنویسد.

## مرگ
انتان لاوی از سال‌ها قبل، به تب روماتیسمی مبتلا بود و در سال آخر زندگی‌اش نیز چندبار به علت آریتمی خطرناک قلب و خون‌ریزی داخلی، به بیمارستان انتقال یافته و تحت درمان قرار گرفته بود. وی سرانجام در روز چهارشنبه ۲۹ اکتبر ۱۹۹۷ و در ۶۷ سالگی، در بیمارستان کاتولیک سنت ماری شهر سان فرانسیسکو، بر اثر ادم ریه که ناشی از اختلال دریچه میترال قلب بود، درگذشت. بنابر اعلام کلیسای شیطان، لاوی قبلاً هرگز در آن بیمارستان تحت درمان قرار نگرفته بود اما علت انتقال وی به بیمارستان کاتولیک، این بود که: «نزدیک‌ترین بیمارستان در دسترس ما، همان‌جا بود.» بلانچ بارتون شب قبل از مرگ لاوی را این‌گونه روایت می‌کند:
لاوی گفت که موقع نفس کشیدن سینه‌اش درد می‌گیرد. من با خودم گفتم بازهم کار به بیمارستان خواهد کشید، اما فکر کردم بهتر است تا ساعت ۱۱ صبر کنم که دوستمان مارجی برود و اگر بازهم وضعیت لاوی ادامه پیدا کرد او را به بیمارستان ببریم. کمی به ساعت ۱۱ مانده بود که حال لاوی بدتر شد و ناگهان هشیاری‌اش افت کرد. دیگر زمان تحت اختیار ما نبود. من فوراً کارلا را صدا زدم و گفتم پدرت بی‌هوش شده و به کمک تو نیاز دارد و سپس خودم با ۹۱۱ تماس گرفتم.
لاوی به بیمارستان منتقل شد و فردای آن‌شب نزدیک ساعت ۹ صبح، مقامات ارشد بیمارستان، مرگ او را اعلام کردند. تشییع جنازهٔ شیطانی لاوی، سه‌شنبهٔ هفتهٔ بعد و به صورت مخفیانه برگزار شد، از بیم آنکه مبادا مخالفان عقیدتی آن‌ها اختلالی در مراسم ایجاد کنند. بر طبق این سیاست، فقط افرادی می‌توانستند شرکت کنند که قبلاً توسط بستگان نزدیک لاوی به این مراسم دعوت شده بودند. این مراسم در کلیسای وودلاون مموریال شهر کولما واقع در منطقه خلیج سان فرانسیسکو برگزار شد.
لی هاوس کیپر سخنگوی خانوادهٔ لاوی گفت که کارلا لاوی از بابت حساسیت امنیتی این مراسم نگران بود و از تمام کسانی که از درگذشت پدرش و تشییع جنازهٔ شیطانی او باخبر بودند، خواست که در این خصوص رازدار باشند. در این مراسم، پیکر او سوزانده و خاکستر شد. اما از محل خاکسترش، اطلاع دقیقی در دست نیست. کتاب آرامگاه‌ها و مدفن بیش از ۱۴٬۰۰۰ شخص مشهور نوشته‌است که خاکستر بدن او، نزد دخترش در سان فرانسیسکو نگهداری می‌شود و بنا بر آنچه مایکل فلدر نوشته، خاکستر او را بین وارثانش تقسیم کردند.

### ابهامات و شایعات
پس از مرگ لاوی، برخی شیطان‌گرایان این احتمال را مطرح کردند که با توجه به خصومت عمیق میان مسیحیت و شیطان‌گرایی، مرگ لاوی به عمد و با تزریق داروی کُشنده توسط پرستار بیمارستان کاتولیک رخ داده باشد. وب‌سایت کلیسای آتئیست‌ها در مقاله‌ای به موضوع مرگ لاوی اشاره کرد و اظهار داشت که تزریق داروی کُشنده افسانه‌ای بیش نیست که فقط در نزد برخی شیطان‌گرایان رواج دارد و تأکید کرد که مشکل ریه‌های لاوی، قاتل او بوده است. پاسخ کلیسای شیطان نیز چنین بود: «کشته شدن لاوی به دست پرستار مسیحی، یک دروغ فاحش است.» کلیسای شیطان در این باره توضیح بیشتری ارائه نکرد.
برخی از مسیحیان عنوان کردند که لاوی در دقایق آخر زندگی‌اش، از افکار و عقایدش ابراز پشیمانی کرده بود. طبق گفتهٔ آن‌ها، آخرین جمله لاوی چنین بوده است: «ای وای! من چه کرده‌ام، اینجا یک چیز اشتباهی وجود دارد.» به رغم این ادعا، مدرکی وجود ندارد که ثابت کند لاوی در بستر مرگش، با دکترها و پرستارهای بیمارستان چنین سخنی گفته باشد. قبلاً ویدئویی در یوتیوب منتشر شده بود که در آن یک مسیحی راجع به لحظات آخر زندگی یک شیطان‌پرست صحبت می‌کرد و می‌گفت که او آتش جهنم را به چشم دیده و به مسیحیت ایمان آورده بوده است. در این ویدئو هیچ اسمی از لاوی برده نشده اما بعداً تصویر لاوی، در میان آن مونتاژ شده است. اگرچه لاوی در بیمارستان کاتولیک درگذشت، اما علت انتقال دادنش به آنجا صرفاً نزدیکی مسیر بوده و نه اینکه او تمایلی به تغییر عقایدش داشته باشد. پیتر گیلمور اظهار داشت: «هیچ‌کدام از این ادعاکنندگان، نه لاوی را از نزدیک می‌شناخته‌اند و نه در دقایق آخر زندگی‌اش بالای سر او بوده‌اند.» گیلمور همچنین خاطرنشان کرد: «طبق خواستهٔ خود لاوی، پیکرش به رسم شیطان‌گرایی تشییع شد. او مانند یک شیطان‌گرا زندگی کرد و مانند یک شیطان‌گرا درگذشت.»

مرگ لاوی بنا بر اعلام کلیسای شیطان در تاریخ ۲۹ اکتبر رخ داد، اما توسط برخی از منابع ۳۱ اکتبر ذکر می‌شود. این تفاوت در اعلام تاریخ، سبب برداشت‌ها و قضاوت‌های گوناگون شد. لاری دی. هتفیلد اظهار داشت که خانواده لاوی تعمداً تاریخ مرگ او را روز هالووین اعلام کردند که این تاریخ را به یک جلوه نمادین تبدیل کنند، نمادی از میل افسارگسیخته لاوی برای تحت تأثیر قرار دادن رسانه‌ها و همچنین آن‌هایی که به او اعتقادی نداشتند. وب‌سایت کلیسای آتئیست‌ها نیز گفت که ثبت تاریخ جعلی برای مرگ لاوی، آخرین تلاش‌های رقت‌انگیز طرفدارانش بود که بتوانند او را «شوم» جلوه دهند. جسیکا ام. توماس می‌نویسد که جیلز میلر (پزشک مربوط)، به دلایلی مرموز و رمزآلود، تاریخ مرگ او را ۳۱ اکتبر ثبت نمود. بنابر گفتهٔ بلانچ بارتون نیز آنچه سبب بروز این اشتباه شد، تاریخ ثبت شده در گواهی فوت لاوی بود. بلانچ بارتون در این باره گفته است:
کلیسای شیطان هیچ سند و مدرکی نساخته که ادعا کند انتان لاوی در روز هالووین (۳۱ اکتبر) درگذشت. دکتر جیلز میلر تا روز ۴ نوامبر هیچ اقدامی برای صدور گواهی فوت انجام نداد. او کسی بود که تاریخ مرگ لاوی را ۳۱ اکتبر ثبت کرد و هیچ‌کدام از اعضای کلیسای شیطان، دخالتی در ثبت این گواهی نداشتند. حتی اگر هم می‌خواستیم نمی‌توانستیم دخالتی کنیم. چون این یک سند رسمی بود و به ما ارسال شد.

### پس از مرگ
کارلا فرزند اول لاوی، به همراه بلانچ بارتون، ۱۰ روز پس از مرگ لاوی، یک کنفرانس خبری برگزار و مرگ او را رسماً اعلام کردند. آن‌ها در خصوص موضوعاتی همچون اهداف و دیدگاه‌های لاوی و همچنین مدیریت جدید کلیسای شیطان به گفتگو پرداختند. ادوارد ای. پلومن کشیش و روزنامه‌نگار مسیحی که در مورد شیطان‌پرستی تحقیق می‌کرد و همان اوایل تأسیس کلیسای شیطان، با لاوی دیدار کرده بود، در خصوص مرگ او گفت: «من از لاوی پرسیده بودم تعبیر تو از مرگ چیست و او به من گفت که مرگ یعنی ترک کردن یک مهمانی… خود لاوی هم به علت مشکل قلب و ریه‌هایش، ماه گذشته این مهمانی را ترک کرد.»
حدوداً ۳ ماه پس از درگذشت لاوی، فرزند دوم او زینا با همسرش نیکلاس شرک، چندین برگه گزارش ارائه کردند و زینا با استناد به آن‌ها گفت که پدرش یک شارلاتان بوده و دربارهٔ زندگی‌اش، دروغ‌های فراوانی گفته بوده است. زینا از جمله ارتباط لاوی با جین منسفیلد را دروغین خواند و رد نمود. وی همچنین مدعی شد که پدرش را نفرین کرده بوده تا به مرگی دردناک بمیرد و اکنون نیز این نفرین مؤثر واقع شده است. زینا در دهه ۱۹۸۰ میلادی و اوج ماجرای وحشت شیطانی، وارد معرکه شد تا از پدرش دفاع کند. اما از سال ۱۹۸۹ با پدرش قطع رابطه کرد و تا زمان مرگ لاوی، دیگر هیچ ارتباطی با او نداشت.
یک سال پس از مرگ انتان لاوی و به تاریخ ۲۹ اکتبر ۱۹۹۸، یک مراسم یادبود در مؤسسهٔ فرهنگی تنری واقع در منهتن نیویورک برگزار شد. در این مراسم که پیتر گیلمور همراه با بیش از ۷۰ نفر از شیطان‌گرایان شرکت کرده بودند، رسیتال پیانو توسط مارک برن بام اجرا شد و تمرکز آن عمدتاً بر آهنگ‌های مورد علاقهٔ لاوی بود.
بنابر اعلام کلیسای شیطان، لاوی در سال‌های پایانی عمرش، بلانچ بارتون را به عنوان موبدهٔ اعظم کلیسای شیطان منصوب کرده بود. خود بلانچ بارتون نیز در خصوص جانشینی‌اش گفته است که اگرچه با نام خانوادگی لاوی متولد نشده اما حقیقتاً یک شیطان‌گرا متولد شده و در طی این سال‌ها نیز بسیاری از اعضای کلیسای شیطان، با او به عنوان مدیر کلیسای شیطان مکاتبه داشته‌اند. بارتون گفت که اگرچه شخصاً به کارلا لاوی اجازه داده بود که خود را در رسانه‌ها به عنوان موبدهٔ اعظم کلیسای شیطان معرفی کند، اما پس از چندی متوجه شد که کارلا چندان علاقه‌ای به قبول مسئولیت‌هایش ندارد. بلانچ بارتون تأکید کرد که لاوی در وصیتش، شخص بلانچ را جانشین خود معرفی کرده است زیرا تمام آن حرارت شیطانی و افسونگری که در وجود انتان لاوی انباشته بود، در وجود او نیز هست. بدین ترتیب پس از درگذشت لاوی، بلانچ بارتون بر مسند مدیریت کلیسای شیطان قرار گرفت و در سال ۲۰۰۱ میلادی، بارتون جایگاهش را به پیتر گیلمور تفویض کرد.

## دیدگاه‌ها

### شیطان‌گرایی
لاوی باور داشت که دین مهم‌ترین بخش از زندگی هر انسان است و دقیقاً همان چیزی است که در زندگی‌اش معنا و مفهوم داشته و او را برمی‌انگیزاند. از نگاه لاوی هر چیزی حتی یک قطار برقی می‌تواند دین انسان باشد؛ به شرطی که برایش از همه‌چیز تاثیرگذارتر باشد و اگر کسی خود را متعلق به دین خاصی می‌داند اما دین او مهم‌ترین بخش از زندگی‌اش نیست، پس بهتر است که هرچه زودتر از سیطرهٔ آن خارج شود. بر طبق اندیشهٔ لاوی، تمامی اخلاقیات و ارزش‌ها طی تاریخ به دست انسان‌ها ساخته و پرداخته شده‌اند. او معتقد بود که اکثر مذهب‌های سنتی هیچ ارتباطی با واقعیت ندارند و از ایمان بی‌دلیل دم می‌زنند. اما در مکتب شیطان‌گرایی، فرد و نیازهای شخصی او در اولویت اول قرار می‌گیرند.
لاوی اصول کلی و فلسفهٔ انجام این آیین‌ها را در انجیل شیطانی توضیح داده است. او جادوگری را به یک نوع روان‌پالایی تشبیه می‌کند و این دقیقاً برخلاف ادیان دست راستی (خدا محور) است که آثار ذهنی و روانی ناشی از آیین‌های دینی را به حالات معنوی تعبیر می‌کنند. در دین شیطان‌گرایی، دو نوع جادو مد نظر است که آن‌ها را با نام جادوی بزرگ‌تر و کوچک‌تر می‌خوانند. جادو بر سه اصل عشق، نفرت و شهوت استوار است. ابزارهایی که در آیین‌های جادویی مورد استفاده قرار می‌گیرند شامل زنگ، شمع‌های سیاه (نماد قدرت تاریکی)، شمشیر، آلت مردانه و جام (عموماً از جنس نقره) هستند. محتوی جام باید یک نوشیدنی مورد توافق همه شرکت‌کنندگان (در آیین‌های کم جمعیت) یا مورد توافق اکثریت شرکت‌کنندگان (در آیین‌های پر جمعیت) باشد. در تمامی موارد (به جز آیین‌های تک نفره)، مغ اجرای آیین را بر عهده می‌گیرد.
لاوی با نیهیلیسم مخالف بود. او به پیروانش توصیه می‌کرد که از قانون پیروی کنند و معتقد بود افراط در لذت‌جویی فقط زمانی می‌تواند سودمند باشد که به دیگران آسیبی نرساند. خودپرستی نیز یکی از مهم‌ترین محورهای شیطان‌گرایی بود و تأکید می‌کرد که جهان نسبت به انسان بی‌تفاوت است. بر طبق این ایدئولوژی، شیطان یک موجود واقعی نبود؛ بلکه به عنوان سمبل و نمادی از غرور، آزادی و فردگرایی مورد ستایش قرار می‌گرفت. جی. گوردن ملتن می‌گوید که کلیسای لاوی برخلاف نامش شیطان را ترویج نمی‌کرد بلکه ارزش‌های انسانی را ترویج می‌کرد. لاوی شیطان‌گرایی را پرستش یک ضدمسیح واقعی نمی‌پنداشت، بلکه آن را نوعی خودگرایی اخلاقی می‌دانست. طبق گفتهٔ لاوی، ریاکاری جزء لاینفک ادیان سنتی بود زیرا تمایلات جسمی و نیازهای عاطفی را — که برای زندگی انسان حیاتی بودند — مهار می‌کردند. مخالفت بین خدا و شیطان، از دید او به معنای مبارزه بین نفاق و سرکوب از یک سو و افراط و لذت‌جویی از سوی دیگر بود. خداناباوری کلیدی‌ترین اصل در شیطان‌گرایی است. تفکری که لاوی آن را ابداع کرد زندگی پس از مرگ را به کلی رد می‌کرد. هر فردی با تولد به وجود آمده و با مرگ تمام می‌شود. فاصلهٔ تولد تا مرگ، مجموعاً وجود انسان را تشکیل می‌دهد و بنابراین زندگی چیزیست که باید از آن نهایت بهره را برد. در واقع می‌توان گفت که شیطان‌گرایی بر پایه ماده‌باوری، فردگرایی، عینیت‌گرایی، داروینیسم اجتماعی، خودپرستی عقلایی، عشق به زندگی و لذت‌گرایی متعادل (بر مبنای اپیکوریسم)، با رویکرد به نسبی‌گرایی اخلاقی شکل گرفته است.
لاوی نخستین کتاب خود، انجیل شیطانی، را بر پایهٔ اندیشهٔ فیلسوفان پیشین خود همچون آین رند، فریدریش نیچه، اچ.ال. منکن و جک لندن نگاشت که شخصاً از فلسفهٔ فکری آن‌ها تأثیر پذیرفته بود. اگرچه لاوی بر اساس تفکر خودش، این دیدگاه‌ها را سمت و سو بخشید. او برای مقدمه انجیل شیطانی، قسمتی از کتاب حق با قدرت است اثر رگنر ردبرد (آرتور دزموند) را انتخاب کرد و به شکل بازنویسی شده در ابتدای کتابش قرار داد. گابریل آندرید معتقد است که در کتاب انجیل شیطانی سرقت ادبی وسیعی صورت گرفته و مفاهیمی مشابه با کتاب حق با قدرت است دارد.
کلیسای شیطان در این باره می‌گوید که لاوی هر محتوایی که از دیگران نقل کرده نام نویسنده را نیز ذکر کرده، ضمن اینکه او ایده‌های گذشته را به فراخور شرایط امروزی و افکار شخصی‌اش تقویت می‌کرد. لاوی در اوایل جوانی‌اش با تفکرات آلیستر کراولی و آیین تلما نیز آشنا شده بود. اما او به زودی دریافت که با اندیشه‌های کراولی اختلاف نظر جدی دارد؛ زیرا پیروان تفکر کراولی غالباً به وجه روحانی و کمتر به وجه شرور انسان توجه داشتند و از این رو لاوی از آن‌ها تأثیر نپذیرفت.

### بینش سیاسی
نیکلاس گودریک می‌نویسد که لاوی با جیمز ایچ مادول رهبر فاشیست حزب ملی رنسانس، رابطهٔ صمیمانه‌ای داشت. مادول به دلیل مخالفتش با مسیحیت، در پی ایده‌های جدید مذهبی می‌گشت و به همین سبب مجذوب فاشیسم و شیطان‌گرایی شد. وب‌سایت کلیسای شیطان در خصوص گرایش سیاسی لاوی می‌نویسد که او از جنبش‌های حقوق مدنی حمایت می‌کرد و باور داشت که انسان بر اساس دستاوردهایش، مهربانی و توجهش به سایرین قضاوت می‌شود. او در وصف مارتین لوتر کینگ جونیور گفته است: «مارتین لوتر کینگ چون مرد نجیب‌زاده و خوش‌بیانی بود به قتل رسید. کسی همچون او در صدر جامعه قرار دارد.»
لاوی به میهن‌دوستی باور داشت و می‌گفت: «دکترین سیاسی ما آمریکایی‌گرایی در خالص‌ترین شکل خود است.» او در عین حال مخالف میهن‌شیفتگی بود و تصریح می‌کرد که باید عیب‌های کشور را هم دید و نمی‌توان اشتباهات آن را کورکورانه پذیرفت.

### تقبیح سوءمصرف مواد مخدر و روان‌گردان
به‌طور کلی کلیسای شیطان اعلام کرده که مصرف مواد غیرقانونی را تأیید نمی‌کند و نسبت به مواد مخدر و روان‌گردان‌های قانونی نیز نگاه مثبتی ندارد. شیطان‌گرایی بر پایه اپیکوریسم شکل گرفته و خوش‌گذرانی به شیوه هدونیستی را تأیید نمی‌کند. آن‌ها باور دارند: «زنده ماندن، بالاترین قانون است» و از این رو تأکید دارند که شیطان‌گرایان نباید بدن خودشان را تخریب یا مسموم کنند. کلیسا تصریح می‌کند هر مسیری که به خودتخریبی یا خودکشی منجر شود، مسیر مخالف شیطان است.
به نقل از کلیسای شیطان، شخص انتان لاوی شدیداً مخالف سوءمصرف مواد بود و مواد افیونی، ماری‌جوانا، هروئین و غیره را به طاعون تشبیه می‌کرد. او باور داشت که مواد مخدر و روان‌گردان، هیچ نقشی در آیین جادویی شیطان‌گرایی ندارند و اظهار داشت: «اگرچه این مواد در آیین‌های مذهبی خاصی مورد استفاده قرار می‌گیرند، مثلاً مصرف پیوت در کلیساهای مخصوص هندوستان که اخیراً هم قانونی اعلام شده است اما این مواد برای اهداف ما قطعاً مضرند.» لاوی همچنین در این خصوص گفته است: «سوءمصرف مواد برای جادوگری مخرب است، زیرا مصرف‌کننده را از واقعیت جدا می‌کند، اگرچه او در اغلب مواقع حس می‌کند که به واقعیت نزدیک‌تر شده است.»

## میراث

### آیین شیطان‌پرستی
گرث جی مدوی روان‌شناس، تاریخ‌نگار و علم غیب‌دان انگلیسی، انتان لاوی را «یک نمایشگر مادرزاد» توصیف کرد و جین لا فونتین انسان‌شناس و پژوهشگر انگلیسی، از او به عنوان «چهره‌ای رنگارنگ با جذابیت‌های قابل توجه» نام برده است. همچنین محققان شیطان‌پرستی دانشگاه پرفکسنلد و جسپر آ. پیترسن، لاوی را به عنوان نمادین‌ترین چهرهٔ شیطانی جامعه توصیف کردند. محققان پرفکسنلد و جسپر آ. پیترسن گفته‌اند که لاوی یک سیستم اعتقادی را جایی بین دین، فلسفه، روان‌شناسی و کارناوال ایجاد کرد درحالی‌که آزادانه به بازی در یک ترکیب قوی می‌پرداخت. هدف اصلی او زیاده‌خواهی و حیات وجودی انسان بود، بر اساس نیازها و خواسته‌های انسان خودساخته.
گرث جی مدوی به تضاد بین لاوی و امثال جیم جونز، دیوید کورش و چارلز منسن اشاره کرد، با توجه به اینکه همگی آن‌ها به نوعی رهبران کاریزماتیک جوامع آخرالزمانی به‌شمار می‌روند و خاطرنشان کرد که هیچ‌کدام از اعضای کلیسای شیطان، وابستهٔ لاوی نبوده و لاوی به آن‌ها [اجازه] استقلال قابل توجهی داده است. اسبیون دایرندل که خود از محققان شیطان‌پرستی است، لاوی را «بنیان‌گذار شیطان‌پرستی مدرن» نامیده است. جیمز آر لوئیس جامعه‌شناس نیز طی بررسی‌های خود در سال ۲۰۰۱، اظهار داشت که در کمال شگفتی، یافته‌های او مداوماً به محوریت تأثیرات لاوی بر شیطان‌پرستی مدرن اشاره می‌کند؛ بنابراین لوئیس نتیجه گرفت که علی‌رغم وابستگی شدید لاوی به متفکران پیشین، او مسئول مستقیم پیدایش شیطان‌پرستی به عنوان یک جنبش مذهبی جدی (و البته برخلاف یک جنبش صرفاً ادبی) است.
دو زندگی‌نامه دربارهٔ لاوی نوشته شده، یکی به نام انتقام‌جوی شیطان که توسط بارتون ایچ ولف در سال ۱۹۷۴ انتشار یافت و دیگری زندگی خصوصی یک شیطان‌گرا به قلم بلانچ بارتون که جلد اول آن در ۱۹۹۰ منتشر شد. پس از آنکه نگارش این زندگی‌نامه به اتمام رسید، بلانچ و انتان با موضوع وحشت شیطانی درگیر شدند، اما بلانچ تلاش کرد مجدداً نگارش زندگی‌نامهٔ انتان را از سر بگیرد و بدین ترتیب توانست سال‌های پایانی زندگی او را نیز ثبت کند. جلد دوم این زندگی‌نامه، ۱۷ سال پس از درگذشت لاوی و در سال ۲۰۱۴ منتشر شد. لاوی در طول عمرش از سوی روزنامه‌نگاران، مذهبی‌ها و شیطان‌گرایان، لقب‌های مختلفی گرفته بود که از جمله می‌توان به این موارد اشاره کرد: پدر شیطان‌گرایی، سنت پل شیطان‌گرایی، پاپ سیاه و شیطانی‌ترین مرد جهان.

### آثار

#### فیلم‌شناسی
| نام فیلم                 | تاریخ انتشار | توضیحات | منبع            |
| ------------------------ | ------------ | --- | --------------- |
| نیایش برادر اهریمنی من   | ۱۹۶۹         | یک فیلم کوتاه ۱۲ دقیقه‌ای به کارگردانی کنت انگر. | [ ۱۰۷ ] [ ۱۰۸ ] |
| سیتنیس: عشاء ربانی شیطان | ۱۹۷۰         | یک مستند ۸۶ دقیقه‌ای راجع به انتان لاوی و آیین‌های شیطانی به کارگردانی ری لارنت. | [ ۱۰۹ ]         |
| باران شیطان              | ۱۹۷۵         | یک فیلم سینمایی به کارگردانی رابرت فوست که لاوی در آن، نقش خودش (کاهن اعظم کلیسای شیطان) را بازی کرد و همچنین به عنوان مشاور فنی حضور داشت.                                                                      | [ ۱۱۰ ] [ ۱۱۱ ] |
| صحنه‌های مرگ              | ۱۹۸۹         | یک مستند ۸۲ دقیقه‌ای به کارگردانی نیک بوگاس. | [ ۱۱۲ ]         |
| صحبت از شیطان            | ۱۹۹۳         | یک مستند راجع به سبک زندگی و آثار لاوی به کارگردانی نیک بوگاس. | [ ۱۱۱ ] [ ۱۱۳ ] |
| یک شیطان آمریکایی        | ۲۰۱۹         | یک مستند ۷۲ دقیقه‌ای که توسط آرام گریگا، سال‌ها پس از مرگ انتان لاوی ساخته شده، این مستند دربارهٔ کلیسای شیطان است و شیطان‌گرایی لاویایی را به عنوان یکی از پدیده‌های پلورالیسم دینی در آمریکا مورد بررسی قرار می‌دهد. | [ ۱۱۴ ]         |

#### آلبوم‌شناسی
| نام آلبوم              | تاریخ انتشار | منبع            |
| ---------------------- | ------------ | --------------- |
| عشاء شیطانی            | ۱۹۶۸         | [ ۱۱۵ ]         |
| موسیقی بیگانه          | ۱۹۹۴         | [ ۱۱۱ ] [ ۱۱۶ ] |
| شیطان به تعطیلات می‌رود | ۱۹۹۵         | [ ۱۱۱ ]         |

## نقدها
لاری دی. هتفیلد می‌نویسد که لاوی، مردی با یک نوع شوخ‌طبعی خاص و بیمارگونه، در اواسط دههٔ ۱۹۶۰ در رسانه‌های سان فرانسیسکو ظهور یافت و عملاً عرصه پیشاپیش ضد فرهنگی شدهٔ شهر را یک قدم به پرتگاه نزدیک‌تر کرد.
لارنس رایت روزنامه‌نگار و فیلمنامه‌نویس آمریکایی نیز در گزارشی، لاوی را چنین توصیف کرده است:
مردی سراپا سیاه‌پوش، با سر تراشیده شده و گوش‌هایی تیز و برجسته که یک حلقه کوچک طلا به گوش چپش آویخته است. با پوستی رنگ پریده و جوان که گویی هرگز آفتاب را ندیده باشد و چشمان کهربایی که ندرتاً کسی را خیره نگاه می‌کنند، بیشتر شبیه چشم‌های یک گربه بزرگ، به همان شدت خواب‌آلودگی چشم‌های یک گربه و توأم با یک بی‌تفاوتی غیرقابل تحمل. شما دیگر می‌خواهید شیطان را چگونه ببینید؟
رایت همچنین می‌گوید که لاوی بسیاری از ویژگی‌های خون‌آشام‌ها را داشت، مثلاً حساسیت او به سیر و بیزاری‌اش از نور زیاد. اما بنابر ادعای خود لاوی، او فوبیای نور داشت و حتی در فضای کم‌نور خانه‌اش نیز از عینک آفتابی استفاده می‌کرد. لاوی به رایت گفت که در تبیین این ایده که هر انسانی خداست، نقش مهمی داشته است. لاوی گفت: «این جعبه پاندورا بود که باید باز می‌شد و من تا حدودی مسئول بازکردن آن هستم.» و البته او تأکید کرد خوشحال است از اینکه جعبه پاندورا را گشوده است، چون همیشه برای آنکه وضعیت خوب شود، ابتدا باید به سمت وخامت برود. رایت در تحلیل نقش لاوی در جامعهٔ آمریکای معاصر می‌نویسد که شهرت لاوی به عنوان شیطان مجسم، به تأسیس کلیسای شیطان و انتشار کتاب انجیل شیطانی بازمی‌گردد که سبب شد او در بین مذهبی‌ها به عنوان شیطانی‌ترین مرد جهان شهرت یابد. لاوی همچنین برای ناراضی‌ها، آواره‌ها و رانده شدگان جامعه به یک قهرمان تاریک تبدیل شده و با فلسفه‌اش توانست به آن‌ها هویت بدهد. کارل راشکه نویسنده کتاب رنگ‌آمیزی سیاه — که گسترش فعالیت شیطانی در میان جوانان و افزایش خارق‌العادهٔ سوءاستفاده از آن‌ها در آیین‌های شیطانی را بررسی می‌کند — گفته است: «انتان لاوی شخصیت اصلی در رشد و انتشار الاهیات شیطانی در آمریکاست.»
جوزپه فِراری معتقد است که دو تناقض در شیطان‌گرایی لاوی دیده می‌شود. او می‌نویسد که تناقض اول، شامل مفهوم شر در این مکتب است. آن‌ها گاهی اوقات شر را به عنوان یک نیروی حیاتی و فاقد شخصیت می‌نامند. اما شخص لاوی در حین انجام بعضی دیگر از آداب و رسوم، به شکل استعاره‌ای شیطان را به عنوان یک شخص خطاب می‌کند. تناقض دوم نیز به آیین‌های شیطان‌گرایان بر می‌گردد که از یک سو به خدا و شیطان و کلیسا اعتقادی ندارند اما از سوی دیگر در برگزاری مراسمی نظیر عشای سیاه تعصب دارند.
کنث هام شیطان‌گرایی لاویایی را یک سیستم سازمان‌یافته برای ترویج اومانیسم می‌داند که بر اساس دروغ‌های اومانیستی شکل گرفته است. او این مکتب را یک مکتب حیوانی می‌نامد که بر غرایز شهوانی انسان تأکید فراوانی نموده و انسان را به شکل حیوان می‌بیند.
حمیدرضا مظاهری سیف می‌گوید که شیطان‌گرایی لاوی را نباید فقط در ظاهر نامتعارف برخی جوانان خلاصه کرد بلکه باید این جریان را نوعی لشکر آرایی برای ایجاد یک حکومت جهانی شیطانی در نظر گرفت.
لارنس رایت در گزارشی به تحلیل زندگی و عملکرد لاوی پرداخته و گفته است موارد قابل توجهی از مدعیاتی که لاوی راجع به زندگی‌اش داشته، کذب و غیرواقعی‌اند. رایت می‌گوید که علی‌رغم ادعای خود لاوی، در تاریخ ۱۱ آوریل ۱۹۳۰ و در کوک کانتی هیچ‌کسی با نام انتان زندر لاوی متولد نشده بوده اما تولد نوزادی به نام هوارد استنتون لوی به ثبت رسیده است.
همچنین رایت اسنادی را بررسی کرده که نشان می‌دهند در ۱۹۴۷ کسی با نام لاوی یا لوی، در سیرک کلاید بیتی کار نمی‌کرده است.
لارنس رایت، لاوی را به یک ضد قهرمان کتاب کمیک تشبیه کرده و گفته است که جزئیات زندگی او چه واقعی و چه ساختگی، به طرز ماهرانه‌ای با نمادسازی فرهنگ پاپ مطابقت دارد.
لاوی ادعا کرده که مشاور فنی فیلم بچه رزماری بوده است. فیلمی که داستانش حول محور گروهی از شیطان‌پرستان می‌چرخید. او حتی مدعی شد که در آن فیلم، نقش شیطان را نیز بازی کرده بوده، اما منتقدان او معتقدند که هیچ‌کدام از این موارد صحت ندارند. وب‌سایت افسانه‌های فاش شده، به خود فیلم استناد می‌کند که صحنه مربوط به شیطان، یک صحنه تاریک بوده که چهره بازیگر کمابیش قابل شناسایی نیست و نمی‌توان لاوی را به جای آن بازیگر فرض نمود. همچنین به نقل از ژن گوتووسکی دوست صمیمی رومن پولانسکی کارگردان فیلم می‌نویسد که انتان لاوی هرگز با پولانسکی ملاقات نکرده و از آنجا که بچه رزماری بر اساس رمان آیرا لوین ساخته شده بنابراین نیازی به مشاور فنی نداشته است.
لاوی ادعا کرده بوده که در ۱۵ سالگی به عنوان دومین نوازندهٔ ابوا با ارکستر باله سان فرانسیسکو کار می‌کرده است اما وب‌سایت کلیسای آتئیست‌ها به نقل از کتابخانه و موزهٔ هنرهای نمایشی سان فرانسیسکو نوشته که در آن تاریخ (سال ۱۹۴۵)، ارکستر باله سان فرانسیسکو اصلاً وجود خارجی نداشته و صرفاً یک ارکستر محلی بوده که در بین هیچ‌کدام از نوازنده‌های آن نیز نامی از لاوی برده نشده است. لارنس رایت نیز در گزارش خود، با استدلال مشابهی این ادعای لاوی را رد کرد.